# Judo-Weltmeisterschaften 2017
Die 31. Judo-Weltmeisterschaften fanden vom 28. August bis 3. September in der ungarischen Hauptstadt Budapest in der Papp László Budapest Sportaréna statt.

## Ergebnisse

### Männer
| Gewichtsklasse       | Gold                 | Silber              | Bronze                   |
| -------------------- | -------------------- | ------------------- | ------------------------ |
| - 60 kg              | Naohisa Takato       | Orxan Səfərov       | Boldbaatar Ganbat        |
| - 60 kg              | Naohisa Takato       | Orxan Səfərov       | Diyorbek Oʻrozboyev      |
| - 66 kg              | Hifumi Abe           | Michail Puljajew    | Tal Flicker              |
| - 66 kg              | Hifumi Abe           | Michail Puljajew    | Wascha Margwelaschwili   |
| - 73 kg              | Soichi Hashimoto     | Rustam Orujov       | An Chang-rim             |
| - 73 kg              | Soichi Hashimoto     | Rustam Orujov       | Odbayar Ganbaatar        |
| - 81 kg              | Alexander Wieczerzak | Matteo Marconcini   | Chassan Chalmursajew     |
| - 81 kg              | Alexander Wieczerzak | Matteo Marconcini   | Saeid Mollaei            |
| - 90 kg              | Nemanja Majdov       | Mihael Žgank        | Donghan Gwak             |
| - 90 kg              | Nemanja Majdov       | Mihael Žgank        | Uschangi Margiani        |
| - 100 kg             | Aaron Wolf           | Warlam Liparteliani | Elmar Gasimov            |
| - 100 kg             | Aaron Wolf           | Warlam Liparteliani | Kirill Denissow          |
| + 100 kg             | Teddy Riner          | David Moura         | Rafael Silva             |
| + 100 kg             | Teddy Riner          | David Moura         | Naidangiin Tüwschinbajar |
| Teamwettbewerb Mixed | Japan                | Brasilien           | Südkorea                 |
| Teamwettbewerb Mixed | Japan                | Brasilien           | Frankreich               |

### Frauen
| Gewichtsklasse | Gold                    | Silber               | Bronze                  |
| -------------- | ----------------------- | -------------------- | ----------------------- |
| - 48 kg        | Funa Tonaki             | Urantsetseg Munkhbat | Otgontsetseg Galbadrakh |
| - 48 kg        | Funa Tonaki             | Urantsetseg Munkhbat | Ami Kondo               |
| - 52 kg        | Ai Shishime             | Natsumi Tsunoda      | Natalja Kusjutina       |
| - 52 kg        | Ai Shishime             | Natsumi Tsunoda      | Érika Miranda           |
| - 57 kg        | Dordschsürengiin Sumjaa | Tsukasa Yoshida      | Hélène Receveaux        |
| - 57 kg        | Dordschsürengiin Sumjaa | Tsukasa Yoshida      | Nekoda Smythe-Davis     |
| - 63 kg        | Clarisse Agbegnenou     | Tina Trstenjak       | Mungunchimeg Baldorj    |
| - 63 kg        | Clarisse Agbegnenou     | Tina Trstenjak       | Agata Ozdoba            |
| - 70 kg        | Chizuru Arai            | María Pérez          | Yuri Alvear             |
| - 70 kg        | Chizuru Arai            | María Pérez          | María Bernabéu          |
| - 78 kg        | Mayra Aguiar            | Mami Umeki           | Kaliema Antomarchi      |
| - 78 kg        | Mayra Aguiar            | Mami Umeki           | Natalie Powell          |
| + 78 kg        | Yu Song                 | Sarah Asahina        | Irina Kindzerska        |
| + 78 kg        | Yu Song                 | Sarah Asahina        | Kim Min-jung            |

## Medaillenspiegel
| Rang      | Land                   | Gold | Silber | Bronze | Gesamt |
| --------- | ---------------------- | ---- | ------ | ------ | ------ |
| 1         | Japan                  | 8    | 4      | 1      | 13     |
| 2         | Frankreich             | 2    | 0      | 2      | 4      |
| 3         | Brasilien              | 1    | 2      | 2      | 5      |
| 4         | Mongolei               | 1    | 1      | 4      | 6      |
| 5         | Serbien                | 1    | 0      | 0      | 1      |
| 5         | Deutschland            | 1    | 0      | 0      | 1      |
| 5         | Volksrepublik China    | 1    | 0      | 0      | 1      |
| 8         | Aserbaidschan          | 0    | 2      | 1      | 3      |
| 9         | Slowenien              | 0    | 2      | 0      | 2      |
| 10        | Russland               | 0    | 1      | 3      | 4      |
| 11        | Georgien               | 0    | 1      | 2      | 3      |
| 12        | Italien                | 0    | 1      | 0      | 1      |
| 12        | Puerto Rico            | 0    | 1      | 0      | 1      |
| 14        | Südkorea               | 0    | 0      | 4      | 4      |
| 15        | Vereinigtes Königreich | 0    | 0      | 2      | 2      |
| 16        | Israel                 | 0    | 0      | 1      | 1      |
| 16        | Usbekistan             | 0    | 0      | 1      | 1      |
| 16        | Ukraine                | 0    | 0      | 1      | 1      |
| 16        | Kolumbien              | 0    | 0      | 1      | 1      |
| 16        | Kasachstan             | 0    | 0      | 1      | 1      |
| 16        | Kuba                   | 0    | 0      | 1      | 1      |
| 16        | Polen                  | 0    | 0      | 1      | 1      |
| 16        | Spanien                | 0    | 0      | 1      | 1      |
| 16        | Iran                   | 0    | 0      | 1      | 1      |
| Insgesamt | Insgesamt              | 16   | 16     | 32     | 64     |